# Art Institute of Chicago

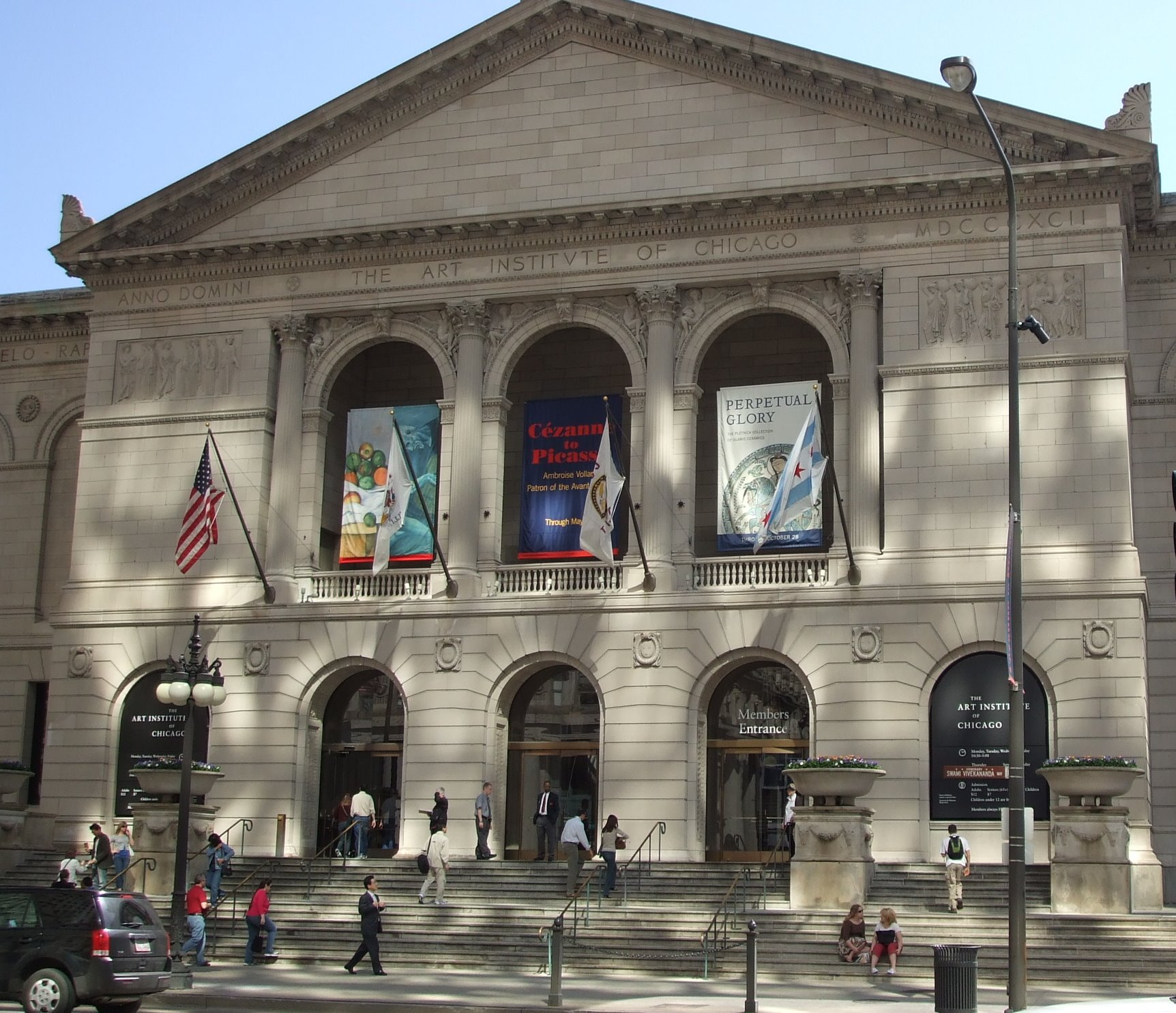
Chicago Art Institute, Hauptportal an der 111 South Michigan Avenue, im Mai 2007

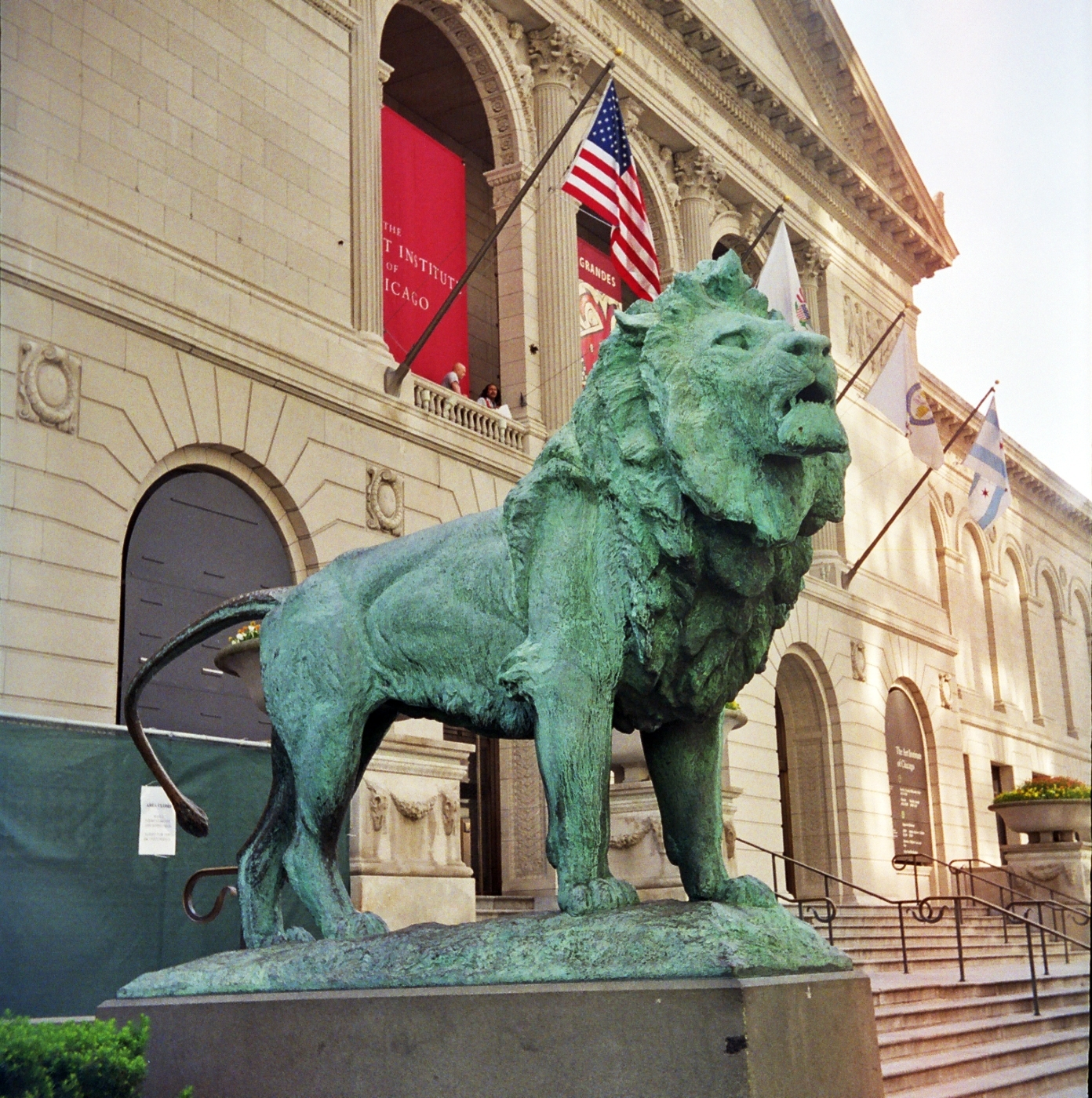
Einer der Bronzelöwen am Hauptportal Michigan Avenue von Edward Kemeys (1893)

Das Art Institute of Chicago ist ein 1866 gegründetes Kunstmuseum, verbunden mit der seit 1866 tätigen Kunsthochschule, 1882 umbenannt in School of the Art Institute of Chicago (SAIC) in Chicago, Illinois, (USA).
Das Art Institute of Chicago entstand auf Initiative wohlhabender Bürger, die eigene Sammlungen stifteten oder Fonds zum Ankauf von Kunstwerken einrichteten. Beispiele hierfür sind die Sammlungen von Arthur Jerome Eddy, Bertha Honoré Palmer, Martin Antoine Ryerson und Annie Swan Coburn.

## Kunstsammlung

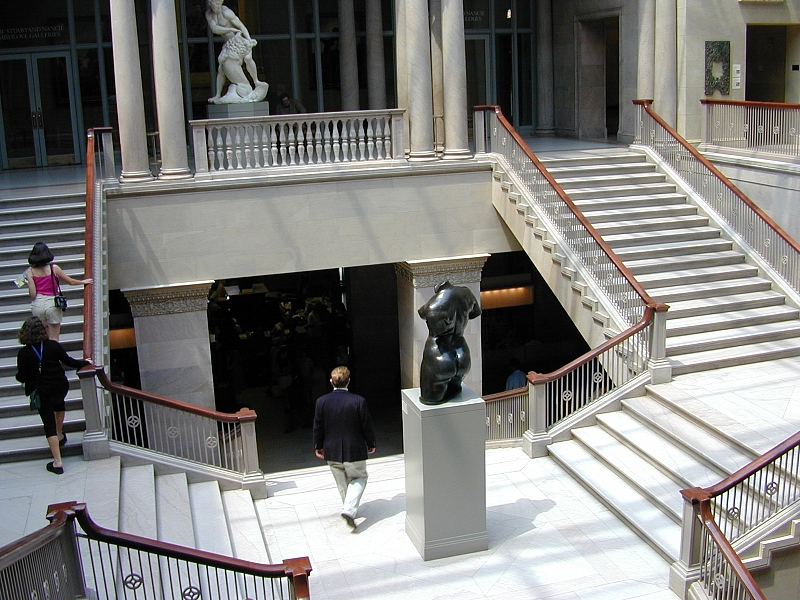
Treppenhaus im Art Institute

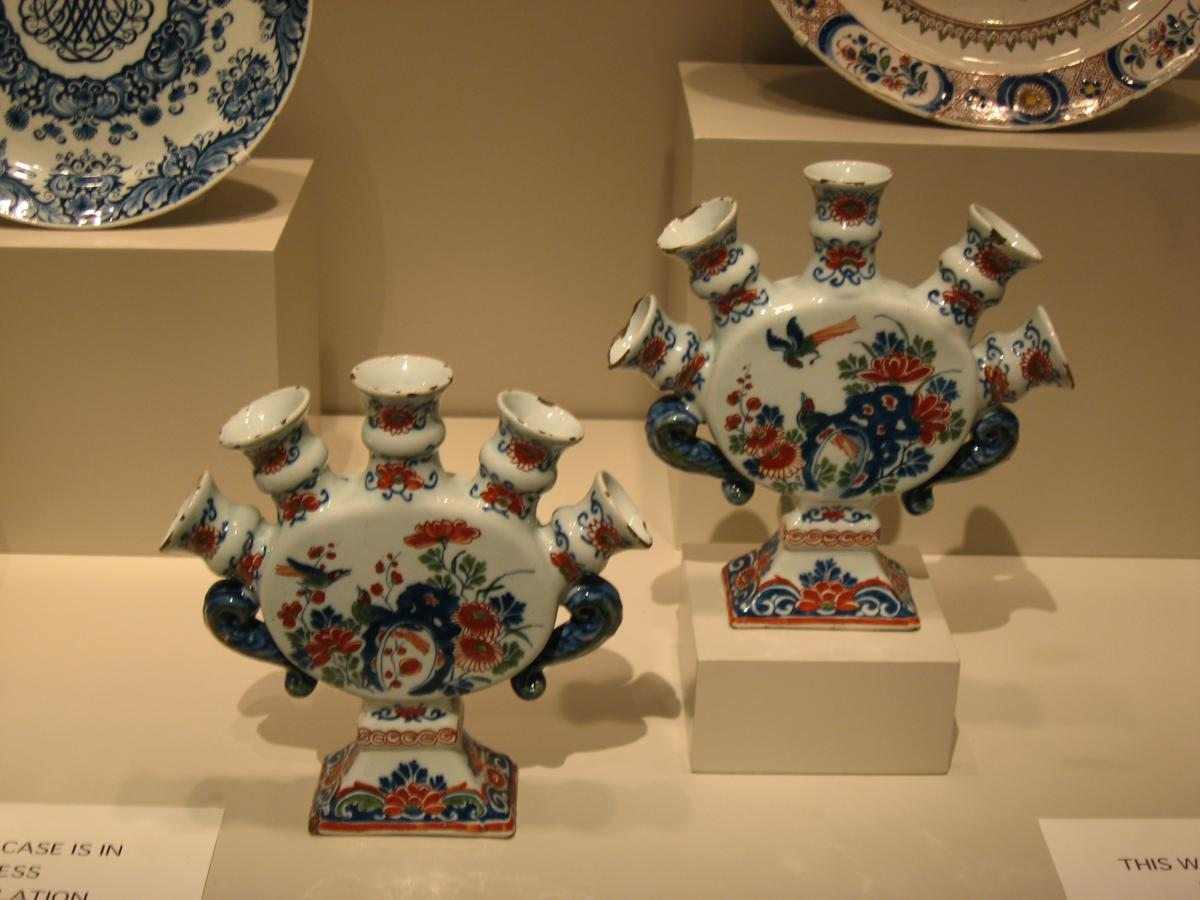
Angewandte Kunst in Chicago Art Institute

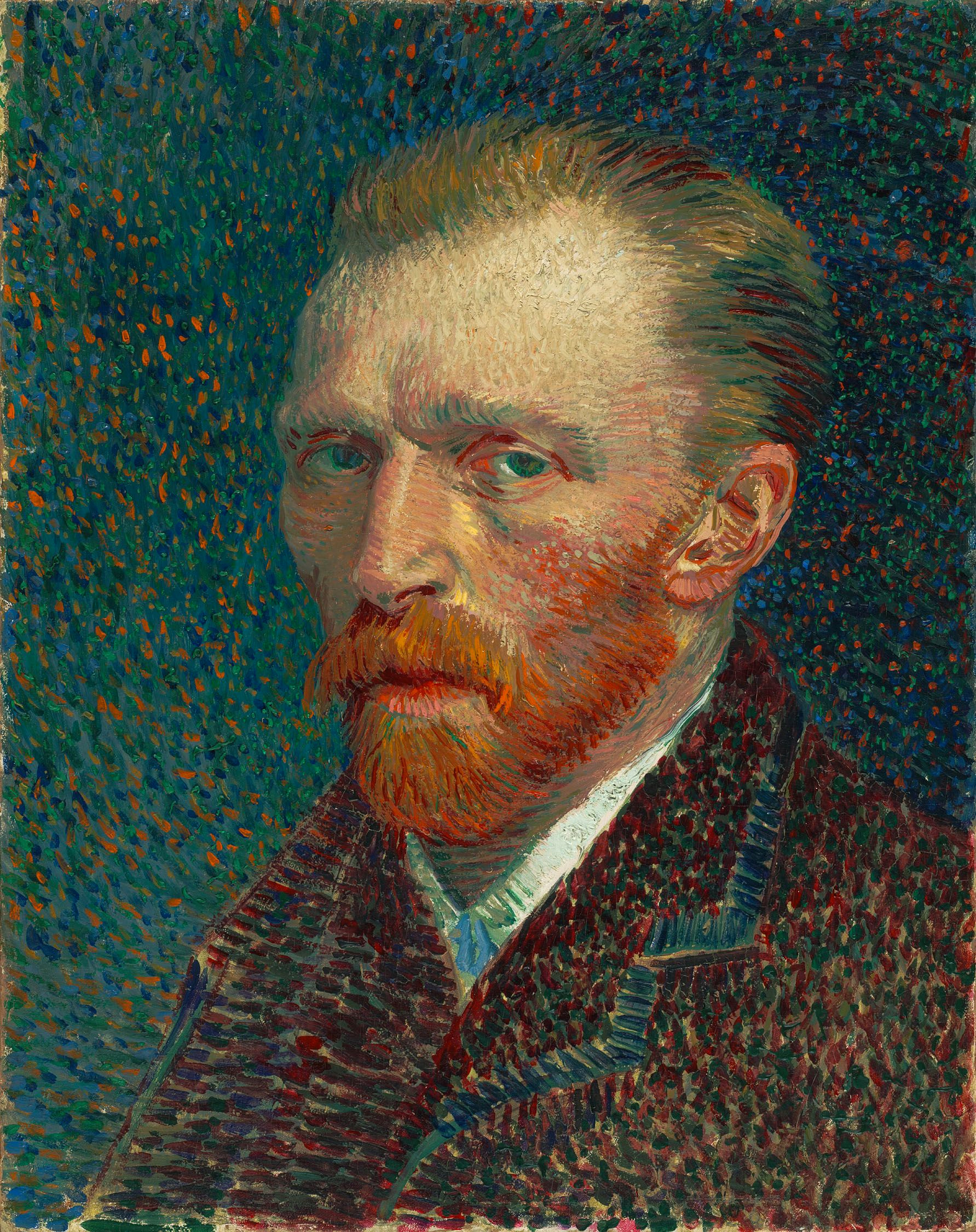
Vincent van Gogh: Selbstbildnis, Öl auf Karton 42 × 33,7 cm, Paris Frühjahr 1887

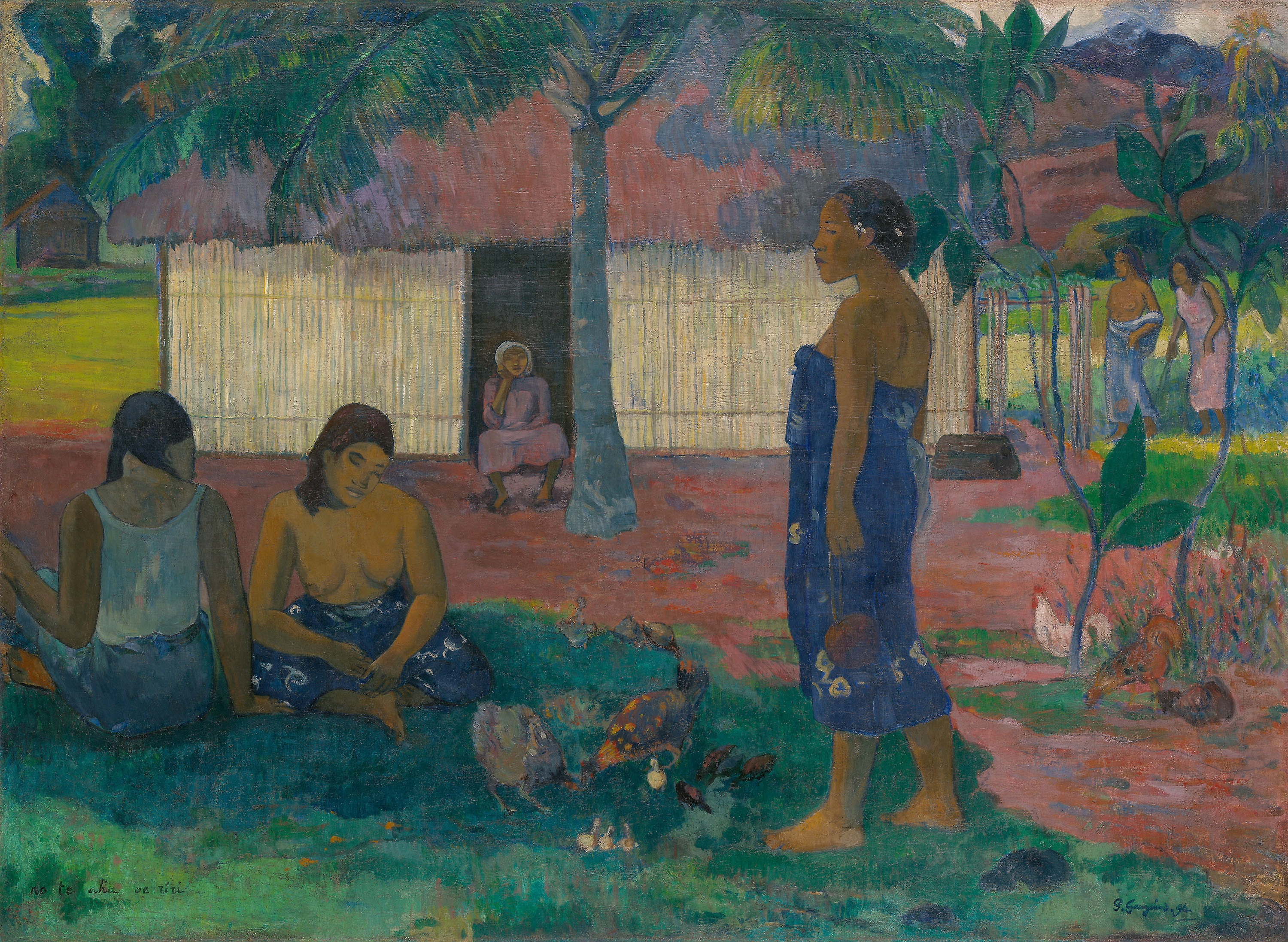
Paul Gauguin: No te aha oe riri (Warum bist Du ärgerlich?), Öl auf Leinwand 95,3 × 130,5 cm, 1896

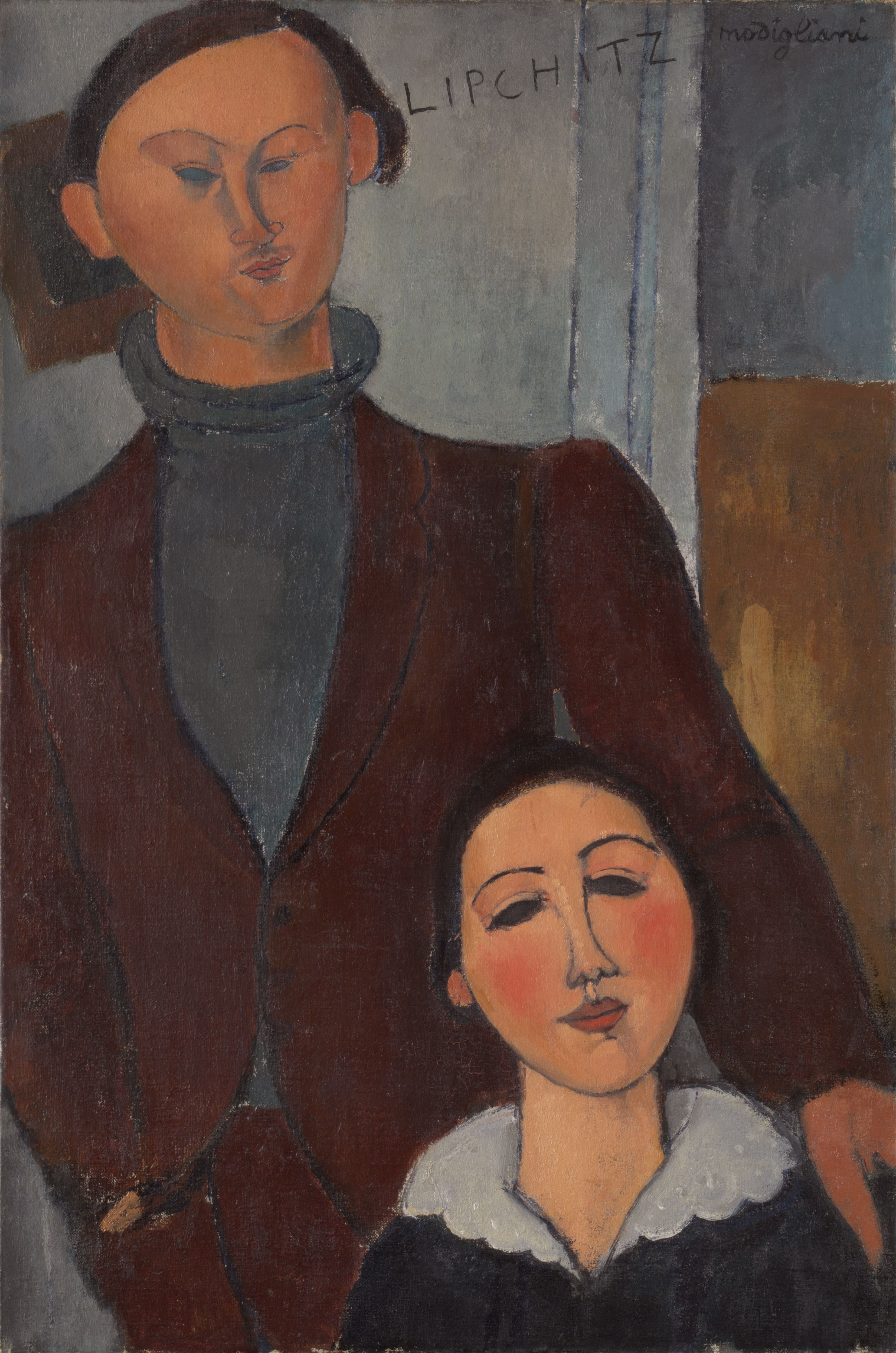
Amedeo Modigliani: Jacques Lipchitz und seine Frau, Öl auf Leinwand 80,2 × 53,5 cm, 1917

Das Chicago Art Institute ist ein universelles Kunstmuseum mit einem Bestand von 300.000 Kunst- und Kulturwerken aus fünf Jahrtausenden, die in dem großen Gebäudekomplex untergebracht sind, aber nur zu einem kleinen Teil in der Schausammlung gezeigt werden. Die Sammlung wird thematisch und räumlich geordnet auf zwei Stockwerken, in sogenannten buildings präsentiert, die meist nach den Sponsoren benannt sind. Das Art Institute ist mit der School of the Art Institute of Chicago (SAIC) verbunden, die derzeit 2000 Studenten ausbildet. Das Museum stellt mit 1,4 Millionen Besucher jährlich einen der touristischen Hauptanziehungspunkte der Stadt dar.
Berühmt ist das Museum für seine Sammlung der Impressionisten, Post-Impressionisten und der Amerikanischen Kunst. Im Museum findet man bekannte Werke wie zum Beispiel Vincent van Goghs Selbstbildnis, Claude Monets Heuschober, Camille Pissarros Der Kristallpalast, London, Georges Seurats Ein Sonntagnachmittag auf der Insel La Grande Jatte, Amedeo Modiglianis Porträt des Jacques Lipchitz mit seiner Frau, Grant Woods American Gothic und Edward Hoppers Nighthawks. Es beherbergt auch das Lebenswerk des Fotografen Irving Penn.
Darüber hinaus zeigt das Haus auch Kunst des 20. Jahrhunderts, darunter Werke deutscher Künstler, wie die Arbeit Filzanzug von Joseph Beuys aus dem Jahr 1970. Gerhard Richter ist mit der bemerkenswerten, abstrakten Werkgruppe Eis (Ice) und mit dem Gemälde Frau, die Treppe herabgehend (Woman Descending the Staircase) von 1965 vertreten. Ein weiteres Museum für moderne Kunst in Chicago ist das Museum of Contemporary Art.

### Allerton Building
Im Allerton Building werden Chinesische Bronze und Keramik, afrikanische Kunst sowie Waffen, Rüstungen und Elfenbeinschnitzereien gezeigt. Ein Anziehungspunkt in diesem Gebäude bildet jedoch die Sammlung Europäischer Malerei vom 15. bis zum 19. Jahrhundert. Claude Monet, Paul Gauguin, Paul Cézanne, aber auch Rembrandt van Rijns „Alter Mann mit der Goldkette“ sind hier zu finden. Das Obergeschoss beherbergt außerdem die Architektur-Sammlung mit einem Schwergewicht auf der Baugeschichte von Chicago. Frank Lloyd Wright und Mies van der Rohe sind hier die bekannten Namen. Im Untergeschoss ist die Fotografiesammlung zu sehen, die 1949 aus der Sammlung des Fotografen Alfred Stieglitz hervorgegangen ist.

### Rice Building
Das Rice Building beherbergt die Sammlung ägyptischer, griechischer und römischer Kunst. Hervorzuheben ist der reich dekorierte Sarkophag eines ägyptischen Tempelwächters und die Büste des Kaisers Hadrian aus weißem Marmor. Die Abteilung mit amerikanischer Kunst umfasst Malerei, Skulpturen, aber auch Schmuck und Mobiliar aus zwei Jahrhunderten, die Abteilung der europäischen dekorativen Kunst enthält Kulturgegenstände vom Mittelalter bis heute.
Mit über 1000 Gemälden und Skulpturen der Kunst des 20. Jahrhunderts ist das Obergeschoss des Rice Building der Magnet für die Besucher, die hier die großen Werke von der amerikanischen und europäischen Kunst finden. Namen wie Pablo Picasso, Constantin Brâncuși, Amedeo Modigliani, Georgia O’Keeffe, Jackson Pollock, Eva Hesse, Andy Warhol und Gerhard Richter geben den Umfang der Sammlung nur andeutungsweise wider.

### Rubloff Building
Das Rubloff Building zeigt europäische und außereuropäische Textilkunst: Seide, Stoffdrucke, Gewebe und Samt, sowie historische Trachten und Kostüme aus allen Weltteilen. An dem zum Columbus Drive hin gelegenen Gebäude befindet sich auch der alte Handelssaal der Chicago Stock Exchange, der Börse Chicagos, der 1892 von Louis Sullivan und Dankmar Adler entworfen wurde. Die Räume der School of the Art Institute of Chicago (SAIC) mit ihren Vorlesungsräumen und Werkstätten sind hier ebenfalls zu finden.

## Architektur
Das erste Gebäude an der South Michigan Avenue wurde von den Architekten Shepley, Rutan und Coolidge entworfen und diente bei der Weltausstellung 1893, der  World’s Columbian Exposition, als Kongress-Zentrum. Es ist am Grant Park, im Historic Michigan Boulevard District gelegen. Die legendäre Armory Show hatte hier nach New York vom 24. März bis 16. April 1913 ihre zweite Ausstellung.
Im Mai 2009 wurde der Modern Wing eröffnet, die bisher größte Erweiterung in der Geschichte des Museums, die das Art Institute zum zweitgrößten Museum der USA machte. Das 24.500 m² große Gebäude wurde von Renzo Piano entworfen.

## School of the Art Institute of Chicago (SAIC)

### Geschichte
Im Jahre 1866 gründeten 35 Künstler die Chicago Academy of Design in einem Studio. Absicht war es eine unabhängige Schule mit angeschlossener Kunst-Galerie zu betreiben. 1878 hatte die Schule hohe Schulden und musste deshalb Insolvenz anmelden. Die Einrichtung wurde von der eigens gegründeten Chicago Academy of Fine Arts übernommen. Im Jahre 1882 erfolgte die Umbenennung in den heutigen Namen Art Institute of Chicago.
Die Schule befindet sich in privater Trägerschaft und hat etwa 3000 Studenten.

### Studienangebot
An der SAIC ist ein Studium in allen Kunstfächern möglich. Sie bildet in freier Kunst und Technik ebenso aus, wie in Kunsttheorie, Kunstgeschichte, Kunstkritik, Kunstpädagogik und Kunsttherapie. Die Schule bietet Klassen in angewandter Kunst, wie für Modedesign, Architektur, Denkmalpflege, Innenarchitektur und Keramik an. In den Abteilungen für freie Kunst werden Malerei und Zeichnung, Performance, Fotografie, Druckgrafik, Skulptur, Film, Ton und Video, visuelle Kommunikation und kreatives Schreiben angeboten. Daneben gibt es ein umfassendes Programm geisteswissenschaftlicher und naturwissenschaftlicher Fächer. Der Abschluss mit einem akademischen Grad ist nach vorherigem Undergraduate- und Bachelor-Abschluss möglich.

### Persönlichkeiten

#### Dozenten
- George Wesley Bellows (1882–1925), Maler, Zeichner und Lithograf
- Stan Brakhage (1933–2003), Regisseur
- William Merritt Chase (1849–1916), Maler
- Kenyon Cox (1856–1919), Maler und Schriftsteller
- Luis Mora, Maler
- James William Pattison (1844–1915), Maler, Kunstkritiker und Schriftsteller
- Henry Holmes Smith (1909–1986), Fotograf und Hochschuldozent

#### Studenten
- Ivan Albright (1897–1983), Maler
- George Grey Barnard (1893–1938), Bildhauer
- Thomas Hart Benton (1889–1975), Maler
- John Chamberlain (1927–2011), Bildhauer
- Elizabeth Eleanor D’Arcy Gaw (1868–1944), Designerin und Kunstschmiedin
- Walt Disney (1901–1966), Zeichner und Gründer der Walt Disney Company
- Frederick Carl Frieseke (1874–1939), Maler
- Leon Golub (1922–2004), Maler
- Edward Gorey (1925–2000), Autor, Illustrator
- Hugh Hefner (1926–2017), Gründer des Magazins Playboy
- Caspar Henselmann (1933–2015), Bildhauer und Illustrator
- Herblock (1909–2001), politischer Karikaturist, dreifacher Pulitzerpreisträger
- Lingua Ignota (* 1986), Musikerin
- Robert Indiana (1928–2018), Maler der Pop Art
- Jeff Koons (* 1955), Künstler
- Vincente Minnelli (1903–1986), Filmregisseur
- Joan Mitchell (1925–1992), Malerin
- Elizabeth Murray (1940–2007), Malerin
- Audrey Niffenegger (* 1963), Autorin, Malerin, Illustratorin
- Georgia O’Keeffe (1887–1986), Malerin
- Claes Oldenburg (1929–2022), Bildhauer der Pop Art
- Theodore Roszak (1907–1981), Maler
- David Sedaris (* 1956), humoristischer Autor, Essayist
- Amie Siegel (* 1974), Lyrikerin, Fotokünstlerin, Filmemacherin, Videofilmerin
- Rirkrit Tiravanija (* 1961), Performance-Künstler, Multimedia
- Sarah Vowell (* 1969), Autorin, Radio-Redakteurin
- Apichatpong Weerasethakul (* 1970), thailändischer Filmregisseur
- Grant Wood (1891–1942), Maler

## Mediale Rezeption
Bei den Dreharbeiten für die Filmkomödie Ferris macht blau von 1986 wurden einige Szenen vor und im Art Institute of Chicago gedreht. Dabei blickt der Film in die Ausstellungssäle des Museums und etliche Gemälde, die sich im Besitz des Kunstmuseums befinden, laufen durch das Bild, zum Beispiel die Werke Nighthawks von Edward Hopper, Ein Sonntagnachmittag auf der Insel La Grande Jatte von Georges Seurat und The Old Guitarist von Pablo Picasso.